# Черноволов Володимир Олександрович
Володи́мир Олекса́ндрович Черново́лов (20 квітня 1970 — 23 серпня 2014) — солдат батальйону «Айдар», учасник російсько-української війни.

## Життєвий шлях
Народився 1970 року в місті Лисичанськ (Луганська область).
В мирний час проживав у місті Лисичанськ. У часі війни — стрілець-помічник гранатометника, 24-й батальйон територіальної оборони «Айдар».
23 серпня 2014 року загинув у бою з російською ДРГ в лісі під містом Сіверськодонецьк. Повідомлялося, що російські диверсанти готували теракт у Харкові. Диверсантам запропонували здатись, але вони відкрили вогонь. Тоді загинуло ще 6 вояків «Айдару»: Василь Андріюк, Володимир Бойко, Євген Гаркавенко, Андрій Корабльов, Оганес Петросян і Андрій Писаренок.
Без батька лишився син.
Місце поховання рідні не розголошують.

## Нагороди та вшанування
За особисту мужність і героїзм, виявлені у захисті державного суверенітету та територіальної цілісності України, вірність військовій присязі під час російсько-української війни, відзначений — нагороджений
- орденом «За мужність» III ступеня (посмертно)
- Його портрет розміщений на меморіалі «Стіна пам'яті полеглих за Україну» в Києві: секція 3, ряд 6, місце 10
- Вшановується 23 серпня на щоденному ранковому церемоніалі вшанування українських захисників, які загинули цього дня в різні роки внаслідок російської збройної агресії[2]